# Стефан Вълчев
Стефан Вълчев Вълчев е български военен деец, полковник, командир на 18-и пехотен етърски полк по време на Първата световна война (1915 – 1918).

## Биография
Стефан Вълчев е роден на 14 септември 1866 г. в Разград, Османска империя. На 7 ноември 1887 година завършва Военното на Негово Княжеско Височество училище в 9-и випуск и е произведен в чин подпоручик. На 7 ноември 1890 е произведен в чин поручик, а през 1896 в чин капитан.
Капитан Вълчев служи като командир на рота от 19-и пехотен шуменски полк, на 31 декември 1906 е произведен в чин майор, след което е командир на дружина от 17-и пехотен доростолски на Н.Имп.В. Великия Княз Владимир полк.
На 22 септември 1912 е произведен в чин подполковник, след което до 1 септември 1915 г. командва 20-о полково военно окръжие. В началото на Първата световна война (1915 – 1918), на 1 септември 1915 година е назначен за командир на 18-и пехотен етърски полк с който взема участие в първите военни действия на войната. На тази длъжност е до 24 ноември 1915 година, когато е заменен от подполковник	Иван Петров. През войната служи и в 4-ти артилерийски полк. На 30 май 1917 г. е произведен в чин полковник.

## Военни звания
- Подпоручик (7 ноември 1887)
- Поручик (7 ноември 1890)
- Капитан (1896)
- Майор (31 декември 1906)
- Подполковник (22 септември 1912)
- Полковник (30 май 1917)

## Награди
- Орден „За заслуга“ (1893)
- Народен орден „За военна заслуга“ (1901)
- Знак „За 20 години отлична служба“ (1908)
- Царски орден „Св. Александър“ V степен (1908)
- Възпоменателен кръст „За независимостта на България 1908 година“ (1909)